# Alois Mager
Alois Mager OSB (* 21. August 1883 in Zimmern ob Rottweil; † 26. Dezember 1946 in Salzburg) war ein deutscher römisch-katholischer Priester, Benediktiner und Philosoph.

## Leben
Er trat 1903 in die Erzabtei Beuron ein. Er studierte Philosophie und Theologie in Maria Laach und Beuron und nach der Priesterweihe 1909 studierte er von 1910 bis 1913 neuscholastische Philosophie an der Universiteit Leuven. Nach der Promotion 1913 in Leuven studierte er in München 1913/1914 und von 1919 bis 1921 experimentelle Psychologie. 1924 wurde er an die Theologische Fakultät der Universität Salzburg berufen, an der er zunächst als Dozent bzw. Privatdozent (1925), seit 1927 als außerordentlicher und seit 1930 als ordentlicher Professor für Christliche Philosophie lehrte.
Seit 1933 war er Ehrenmitglied der katholischen Studentenverbindung KÖHV Rheno-Juvavia Salzburg.

## Schriften (Auswahl)
- Der Wandel in der Gegenwart Gottes. Eine religionsphilosophische Betrachtung. Augsburg 1921, OCLC 782046350.
- Christus und der Forscher. Augsburg 1931, OCLC 1021053338.
- Mystik als Lehre und Leben. Innsbruck 1934, OCLC 954687698.
- Mystik als seelische Wirklichkeit. Eine Psychologie der Mystik. Graz 1947, OCLC 16103557.
- Der hl. Franz von Sales als Seelsorger. In: Benediktinische Monatschrift, 25. Jg. (1949), S. 113–124.